# Martin Bauer (Buchbinder)
Johann Martin Jacob Bauer (* 1793; † 1867) war einer der wichtigsten Hausbuchbinder Goethes.

## Bauers Arbeiten für Goethe
Es wird vermutet, dass Martin Bauer aus einer Jenaer Buchbinderfamilie entstammte. Er übersiedelte später nach Weimar. Seine Werkstatt befand sich zunächst in der Breitengasse (heute: Marktstraße) und später in der Windischengasse (heute: Windischenstraße). Goethes Rechnungen ab 1825 belegen Bauers Tätigkeit als dessen Hausbuchbinder.
Bauer wurde 1824 Buchbindermeister und gründete in Weimar die Firma Martin Bauer & Sohn, die als Portefeuillesfabrik bezeichnet wurde. Sein Sohn Carl Bauer führte das Geschäft ab 1850 weiter.
Ein ungewöhnlicher Auftrag ging bereits zum Anfang seiner Geschäftsbeziehung mit Goethe an Bauer. So erhielt er den Auftrag für den Bau eines Glasgehäuses, das nach der Bergung der vermeintlichen Gebeine Friedrich Schillers (die echten wurden nie gefunden), die der Weimarer Bürgermeister Carl Lebrecht Schwabe veranlasst hatte, dessen Schädel auf einem Kissen aufgesetzt aufnehmen sollte. Im November 1826 wurde das Gehäuse mit dem Schädel in Goethes Schlafzimmer aufgestellt. Goethe dichtete in diesem Jahr Bei Betrachtung von Schillers Schädel. Im Jahr darauf gelangte der Schädel in die Großherzogliche Bibliothek. Von Bauer haben sich dort auf den Einbänden auch Firmensignets bzw. Firmenstempel erhalten.
Während Bauer für Goethe überwiegend Gebrauchs- und Interimseinbände beziehungsweise Futterale anfertigte, erhielt er von anderen Weimarer Persönlichkeiten Aufträge zur Fertigung repräsentativer Ledereinbände mit Goldprägungen. Neben Oskar Wolff, Stephan Schütze und Johann Peter Eckermann zählte auch der Chronist Karl Gräbner zu den Schriftstellern, deren Werke er als Geschenkeinbände für das Fürstenhaus gestaltete und die so in den Bestand der Herzogin-Anna-Amalia-Bibliothek gelangten. Zu Bauers Kundschaft zählten u. a. der Weimarer Geselligkeitsverein „Erholung“ (1856–1860), Goethe in der Zeit von 1826 bis 1831 sowie der Komponist Franz Liszt. Bauer galt in Weimar als der beste Buchbinder.
Die grundlegenden Forschungen zu Martin Bauer betrieb Matthias Hageböck, der seit 1992 als Buchrestaurator und Buchbinder in der Abteilung „Bestände“ der Herzogin-Anna-Amalia-Bibliothek tätig ist.